# Frank Herzig

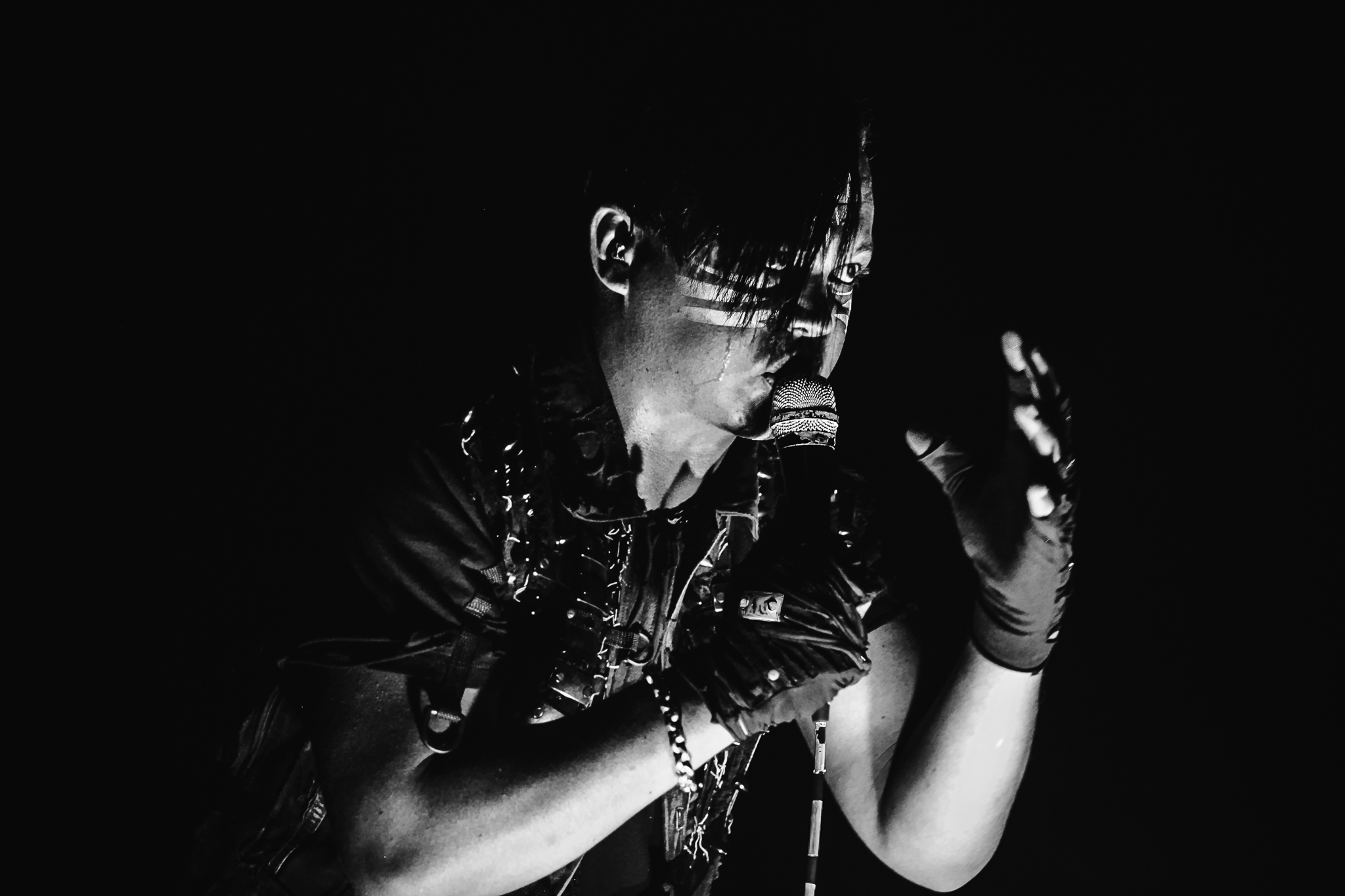
Frank Herzig (2019).

Frank Herzig (* 23. Juli, im 20. Jahrhundert) ist ein in Deutschland wirkender Gitarrist, Musiker, Komponist und Liedtexter aus Nürnberg. Bekanntheit erlangte er durch seine Mitwirkung in den Rockbands Stahlmann und Schattenmann.

## Leben
Frank Herzig begann im Alter von vier Jahren mit Klavierunterricht. Er studierte am Münchner Gitarren Institut (MGI) und machte dort seine Abschlüsse in den Fächern E-Gitarre und Gitarre im Jahr 2009. Seit 2009 unterrichtet Herzig selbst die beiden Instrumente an verschiedenen Schulen. 2013 machte er als Jahrgangsbester einen Abschluss an der Bundesakademie für musikalische Jugendbildung in Trossingen. Herzig lebt und wirkt zurzeit in Nürnberg. Neben seiner Tätigkeit als Sänger ist Herzig als Tontechniker bei diversen Bands tätig.

## Musikalische Karriere

### Bandkarriere
Herzig startete seine musikalische Karriere im Jugendalter in verschiedenen Bandformationen. Die ersten medialen Wahrnehmungen erfolgen im Jahr 2007. Im Jahr 2013 gründete er mit Herz!g eine nach ihm selbst benannte Band. Die Band veröffentlichte mit Junkie ihr einziges Album am 6. März 2015. Bei dem Bandprojekt wurde Herzig unter anderem von seinem späteren Schattenmann-Bandkollegen, Jan Suk, als Bassist unterstützt sowie von Schlagzeuger Boris Kounovsky. Das Album erschien durch das Musiklabel Wet Records und entstand in Eigenregie. Die Kompositionen stammen von Herzig, Kounovsky und Suk; die Texte von Herzig und Suk. Verlegt wurden die Lieder von Estrela Publishing.
Neben dem Projekt Herz!g spielte Herzig ab Dezember 2014 als Gitarrist in der NDH-Band Stahlmann. Während seiner Zeit bei Stahlmann, nahm die Band die beiden Studioalben CO2 und Bastard auf. Das Album CO2 erschien am 18. September 2015 und erreichte Rang 22 der deutschen Albumcharts; Bastard erschien am 16. Juni 2017 und platzierte sich auf Rang 36. Stahlmann stand zu dieser Zeit bei AFM Records unter Vertrag, womit Herzig erstmals mit einem namhaften Musiklabel zusammenarbeitete.
Während seiner Zeit bei Stahlmann gründete Herzig im Jahr 2016 mit Patrick Schott, Luke Shook und Jan Suk die Band Schattenmann. Durch den steigenden Erfolg von Schattenmann verließ Herzig am 10. November 2017 Stahlmann, um das Hauptaugenmerk auf sein Projekt Schattenmann zu legen. Am 2. März 2018 veröffentlichte die Band mit Licht an ihr Debütalbum bei Drakkar Entertainment. Mit dem zweiten Studioalbum Epidemie, welches am 5. Juli 2019 durch AFM Records erschienen ist, schaffte die Band den kommerziellen Durchbruch und platzierte sich erstmals in den Musikcharts. Es platzierte sich eine Woche in den deutschen Albumcharts und erreichte dabei Rang 32.

### Autorenbeteiligungen
Neben seiner Tätigkeit als Musiker und Sänger, engagiert sich Herzig auch als Komponist und Liedtexter. So ist er auch bei seinen Bandbeteiligugen als Autor zuständig. Während seiner Zeit bei Stahlmann war er bereits für einige Lieder als Autor zuständig, so schrieb er unter anderem Deutschland tanzt oder auch Plasma für das Album CO2 sowie Dein Gott und Von Glut zu Asche für das Album Bastard. Bei Schattenmann ist Herzig an allen Liedern als Komponist oder Liedtexter zuständig.
Darüber hinaus arbeitete Herzig auch schon für andere Bands als externer Autor. Im Jahr 2017 schrieb er unter anderem die Lieder Phoenix und Über-Ich für die deutsche NDH-Band Erdling. Die Lieder erschien auf dem Studioalbum Supernova am 17. März 2017. Das Album erreichte Rang 56 der deutschen Albumcharts.

## Weitere künstlerische Aktivitäten
Seit 2020 betreibt Herzig mit seinen Schattenmann-Kollegen den Podcast Schattenland. Die Folgen erscheinen im zwei Wochen Turnus, der Start erfolgte mit der ersten Folge am 12. April 2020.

## Diskografie (Auswahl)

### Solokarriere

#### Autorenbeteiligungen
Die folgende Liste bietet eine Auflistung aller Autorenbeteiligungen von Herzig, die er für andere Bands und Musiker tätigte und er nicht als Bandmitglied beziehungsweise Interpret beteiligt ist:
- 2017: Phoenix (Interpretation: Erdling)[10]
- 2017: Über-Ich (Interpretation: Erdling)[10]

#### Gastbeiträge
- 2022: Still meinen Durst (Division:Dark feat. Frank Herzig)[22]

### Mit Bands (Alben)
| - mit Herz!g - Funkie (2015, Wet Records) - mit Stahlmann - CO2 (2015, AFM Records) - Bastard (2017, AFM Records) | - mit Schattenmann - Licht an (2018, Drakkar Entertainment) - Epidemie (2019, AFM Records) - Chaos (2021, AFM Records) - Día de muertos (2023, AFM Records) |